# 星野玲子
星野 玲子（ほしの れいこ、女性、1969年7月22日 - ）は、日本の元女子プロレスラー。血液型はB型。マスクマン『ザ・スコルピオン』として活躍した。

## 経歴
キックボクシングの練習生を経て、1987年にジャパン女子プロレスに入門。
1988年1月10日、後楽園ホールにおける村光代戦でデビュー。
思い切りのよい突貫ファイトを展開していたが、1989年6月ザ・スコルピオンに変身し、デビル雅美率いるデビル軍団に加入。
1991年3月17日、尾崎魔弓を破りUWA&JWPジュニア王座を奪取。
1991年10月10日、キューティー鈴木に敗れ、同王座陥落。
1991年12月、引退。

## 得意技
- ムーンサルトプレス
- フライング・ショルダー・アタック

## タイトル歴
- UWA&JWPジュニア王座

## 関連書籍
- ベースボール・マガジン社『週刊プロレス名鑑ロマン 15年クロニクル』2004年2月1日 ISBN 4-583-61261-3
- 『1997女子プロレス☆オールスター SUPER CATALOGUE』P92（1997年、日本スポーツ出版社)
- 『The JWP vol.V』（1989年、ジャパン女子プロレス パンフレット）